# おとなりに銀河
『おとなりに銀河』（おとなりにぎんが）は、雨隠ギドによる日本の漫画作品。『good!アフタヌーン』（講談社）にて、2020年5号から2023年6号まで連載。「完結までのご愛読に感謝」という理由により、2023年7号に番外編が掲載された。少女漫画家と正体が異種族の姫であるアシスタントが「婚姻関係の契り」を結んだところから展開が描かれるSFラブコメディ。
2023年4月から、本作を原作とするテレビドラマおよびテレビアニメが放送された。

## あらすじ
少女漫画家・久我一郎（ペンネームは「ここねモモティ」）は、父親が亡くなったことをきっかけに、妹や弟を養うために日々懸命に働いていた。彼はある日、アシスタントの五色しおりと出会い、彼女から「私は、流れ星の民の姫。あなたと婚姻関係の契りが結ばれた」と宣言された。

## 登場人物
声の項は、特筆がなければテレビアニメの声優（テレビドラマの俳優については、#キャストを参照）。

### 久我家
久我 一郎（くが いちろう）
声 - 八代拓、村井美里（幼少期・小学生） / 豊永利行（PVでの担当）
本作の主人公。23歳の男性。高校卒業後に漫画家デビューするも父親が亡くなったため、原稿料と残されたアパートの賃貸料で妹と弟を大学に行かせるまでコツコツと働くことを決意している。漫画家のペンネームは「ここねモモティ」。最初は少年漫画を描いていたが、少女漫画を勧められて『月刊anko』という雑誌で連載している。
人に頼ることが苦手でついつい自分で何とかしようと無理をしがち。そのため、しおりには助けが必要なら言ってくださいと言われて、アシスタントの徹夜に付き合ってもらっている。
アシスタントとして雇ったしおりの棘に触れてしまったことで契約が交わされてしまう。そのため、しおりの意思にかかわらずに支配下におかれるようになってしまい、しおりを傷つけたり逃れたりすると罰を受けることになってしまう。そのため、物理的にしおりと距離が離れるだけで一郎に熱が出てしまったりする。握手などの物理的接触をすれば負担がやわらぐ。また、彼がしおりの許可なく接触するだけで鼻血がでてしまったりする。
契約ということで当初はしおりと付き合うなどはダメだと思っていたが、しおりに告白されて自分なりに考えてしおりと付き合うことになる。
五色 しおり（ごしき しおり）
声 - 和久井優 / 小松未可子（PVでの担当）
本作のヒロイン。一郎の漫画アシスタントとしてやってきた女性。19歳。古い本で勉強したこともあって、アナログの漫画アシスタントとしての腕は高い。19歳まで漫画を読んだことはなかったが、本好きの祖母に見せてもらい、その中で一郎の漫画も読んでいる。
宇宙から流れ着いた流れ星の民の姫。祖母が隕石とともにきた微生物と同居することになって、彼女は三代目に当たる。しきたりで棘でつながれたものと婚姻関係が結ばれる。親の選んだ相手と結婚するはずだったが、自由な恋愛に憧れて島を出た。一郎のアシスタントとしてやってきた日、しおりの身体から出ていた棘を「ペンが刺さっている」と勘違いし、取ろうとした一郎が触れてしまって契約が交わされてしまう。契約によって物理的に離れるだけでも一郎に負担がかかることから、一郎のアパートに入居することにする。
一郎と一緒に過ごしていく中でこれは恋だと自覚。互いに告白したこともあり、一郎と両思いになって付き合うことになる。
島育ちなうえに姫として特別に扱われていたせいか、世間知らずなところがある。しかし、コミュ力は高く一郎よりアパートの住人と仲良くなっていたりしていた。
まち
声 - 遠藤璃菜
一郎の妹。非常にしっかりしているが、それだけに現実を見すぎたことや周囲を気にして気に病むこともある繊細な性格でもある。占いが大好きで占い師になりたいと思っている。
ふみお
声 - 長縄まりあ
一郎・まちの弟。内気で人見知りが激しいが、親しくなった相手には素直。

### 久我家の関係者
護国 正弘（もりくに まさひろ）
声 - 杉田智和
漫画編集者。一郎の漫画を担当している。
指宿 ちひろ（いぶすき ちひろ）
声 - 高橋李依
一郎のアパートの住人の一人。一郎のいとこ。16歳。一郎のことが何となく気になっているようで、しおりが彼女だと聞いて少しショックを受け、一郎はお兄ちゃんのようなものだし、と誤魔化していた。
護国 桃香（もりくに ももか）
声 - 日笠陽子
一郎のアパートに以前住んでいた女性。正弘の妻。一郎たちには「もか姉」と呼ばれている。漫画「獅子の拳士（ししのけんし）」の作者で、しおりの憧れの人。ペンネームは「塊肉（かたまりにく）」。旧姓は「爰地（ここち）桃香」。
佐野 優大（さの ゆうた）
声 - 福山潤
しおりがアシスタントとしてヘルプに入った漫画家。魔法少女ものの漫画を描いている。一郎一家とは顔見知りでふみおも懐いている。
一郎たちの母
声 - 水口まつり
一郎・まち・ふみおの母親。父親とは離婚しており、すでに新しい家庭を持っている。その関係で一郎たちとは絶縁している状態。

### 五色家
五色 都（ごしき みやこ）
声 - きそひろこ
しおりの母。厳格な性格。娘への愛情はあるが、一族の後継ぎとするべく厳しく育ててしまい仲は良くない。
五色 健
声 - 長野伸二
しおりの父。都とは対照的に温和な性格の人物。
馬門紅葉
声 - 松井恵理子
五色家の従者。冷静沈着だが、しおりに対して理解があり味方。五色家に傾倒する傾向にある島の中の人間にしてはかなり客観的に物事を見ている。
古牧京吾（こまき けいご）
声 - 花井美春
五色家の従者。しおりの花婿候補の一人になれるらしく、しおりの花婿になりたいという願望を持っている。それ故に恋敵である一郎のことを快く思っていない。

## 用語一覧
喚姫島（よびじま）
しおりの故郷の島。

## 書誌情報
- 雨隠ギド『おとなりに銀河』講談社〈アフタヌーンKC〉、全6巻
  1. 2020年11月6日発売[9][12]、ISBN 978-4-06-521437-4
  2. 2021年5月7日発売[13]、ISBN 978-4-06-523224-8
  3. 2021年11月5日発売[14]、ISBN 978-4-06-525933-7
  4. 2022年5月6日発売[15]、ISBN 978-4-06-527827-7
  5. 2022年11月7日発売[16]、ISBN 978-4-06-529651-6
  6. 2023年7月6日発売[17]、ISBN 978-4-06-532163-8

## テレビドラマ
2023年4月3日から5月25日まで、NHK総合の「夜ドラ」枠にて放送された。主演は佐野勇斗。本作から定時での再放送が毎週金曜深夜、原則として23:45-24:45（土曜日0:45）に行われるようになった。

### キャスト

#### 主要人物
久我一郎
演 - 佐野勇斗
売れない漫画家。幼い妹と弟の面倒をみる。
五色しおり
演 - 八木莉可子
流れ星の民の姫。一郎の漫画に憧れ、彼のアシスタントとしてやってきた。

#### 一郎の関係者
久我まち
演 - 小山紗愛
一郎の妹。
久我ふみお
演 - 石塚陸翔
一郎の弟。
護国桃香
演 - 北香那
売れっ子漫画家。一郎の幼なじみ。第5話から登場。
護国正弘
演 - 本多力
一郎の担当編集者で、桃香の夫。

#### しおりの関係者
五色都
演 - 河井青葉
しおりの母親。
五色健
演 - 前川泰之
しおりの父親。
馬門紅葉
演 - 坂田梨香子
流れ星の民。五色家に仕える使者。
古牧京吾
演 - 藤原大祐
五色家に仕える使者。

#### アパート
穂波茉莉花
演 - 中田クルミ
住人。
栗津明
演 - 大津尋葵
住人。

### スタッフ（テレビドラマ）
- 原作 - 雨隠ギド『おとなりに銀河』[21]
- 脚本 - 三浦有為子[21]、木原梨花[22]、冨山亜里紗
- 音楽 - 小田切大[21]
- 主題歌 - 有華「HAPPY DATE」（日本コロムビア）[19]
- 撮影 - 山田尚弥
- 照明 - 加藤雄大
- 編集 - 二宮心太
- タイトルロゴ - 黒野真吾
- 制作プロデューサー - 大沼宏行
- 演出 - 岡下慶仁（テレビマンユニオン）、熊坂出、國領正行[21]
- 制作統括 - 谷口卓敬（NHK）、高城朝子（テレビマンユニオン）[21]
- プロデューサー - 石井永二（テレビマンユニオン）[21]
- 制作・著作 - NHK、テレビマンユニオン

### 放送日程
| 週    | 放送日  | 話     | サブタイトル                        | 脚本                  | 演出     |
| ----- | ------- | ------ | ----------------------------------- | --------------------- | -------- |
| 第1週 | 4月03日 | 一     | 恋愛初心者のふたりが結んだ関係って? | 三浦有為子            | 岡下慶仁 |
| 第1週 | 4月04日 | 二     | 流れ星の民の姫だった、彼女。        | 三浦有為子            | 岡下慶仁 |
| 第1週 | 4月05日 | 三     | ふたりの間の、困った法則。          | 三浦有為子            | 岡下慶仁 |
| 第1週 | 4月06日 | 四     | 協力したい。あなたを知りたい。      | 三浦有為子            | 岡下慶仁 |
| 第2週 | 4月10日 | 五     | 彼女は一郎の幼なじみ。そして…       | 三浦有為子            | 岡下慶仁 |
| 第2週 | 4月11日 | 六     | ふたりの実験。そして、ついに。      | 三浦有為子            | 岡下慶仁 |
| 第2週 | 4月12日 | 七     | 思いを告げた、そのあとに。          | 三浦有為子            | 岡下慶仁 |
| 第2週 | 4月13日 | 八     | 今夜は、わが家が動物園。            | 三浦有為子            | 岡下慶仁 |
| 第3週 | 4月17日 | 九     | 私たち、お付き合いしてます。        | 三浦有為子 冨山亜里紗 | 熊坂出   |
| 第3週 | 4月18日 | 十     | ぼくが彼女にできること。            | 三浦有為子 冨山亜里紗 | 熊坂出   |
| 第3週 | 4月19日 | 十一   | 今日は一緒にお墓参り。              | 木原梨花              | 熊坂出   |
| 第3週 | 4月20日 | 十二   | ドラマの中では、クリスマス。        | 木原梨花              | 熊坂出   |
| 第4週 | 4月24日 | 十三   | ふたり、一緒の朝。                  | 三浦有為子            |          |
| 第4週 | 4月25日 | 十四   | 商店街の奇跡。                      | 三浦有為子            |          |
| 第4週 | 4月26日 | 十五   | みんなで温泉旅行!                   | 三浦有為子            |          |
| 第4週 | 4月27日 | 十六   | 楽しい時間のあとに。                | 三浦有為子            |          |
| 第5週 | 5月01日 | 十七   | だけど、わかってほしくて!           | 木原梨花              |          |
| 第5週 | 5月02日 | 十八   | 婚姻解除して大丈夫?                 | 三浦有為子            |          |
| 第5週 | 5月03日 | 十九   | 儀式の日です。                      | 三浦有為子            |          |
| 第5週 | 5月04日 | 二十   | スケートリンクで、ふたりは。        | 三浦有為子            |          |
| 第6週 | 5月08日 | 二十一 | 悪い知らせが…。                     | 木原梨花              |          |
| 第6週 | 5月09日 | 二十二 | 仕事へ、そしてお互いへの思い。      | 富山亜里紗            |          |
| 第6週 | 5月10日 | 二十三 | 二人だけのバレンタイン。            | 木原梨花              |          |
| 第6週 | 5月11日 | 二十四 | 楽しいこと、悲しいこと。            | 三浦有為子            |          |
| 第7週 | 5月15日 | 二十五 | 入院騒ぎでわかったこと。            | 三浦有為子            |          |
| 第7週 | 5月16日 | 二十六 | 誕生日がやってくる。                | 木原梨花              |          |
| 第7週 | 5月17日 | 二十七 | 新人はたいへんです、けど…。         | 三浦有為子            |          |
| 第7週 | 5月18日 | 二十八 | その人を思う心。                    | 三浦有為子            |          |
| 第8週 | 5月22日 | 二十九 | 帰ることにしました。                | 三浦有為子            |          |
| 第8週 | 5月23日 | 三十   | いよいよ最終週、みんなの着地は?     | 三浦有為子            |          |
| 第8週 | 5月24日 | 三十一 | 告げたい決意。                      | 三浦有為子            |          |
| 第8週 | 5月25日 | 三十二 | ありがとう。                        | 三浦有為子            |          |

- 第二十話は『NHK MUSIC SPECIAL DREAMS COME TRUE ドリカムLIVE完全版』（22時 - 23時）[24]の放送の関係で15分繰り下げられ、23時 - 23時15分に放送された[25]。

| NHK総合 夜ドラ                                   | NHK総合 夜ドラ                            | NHK総合 夜ドラ                                                           |
| 前番組                                           | 番組名                                    | 次番組                                                                   |
| ------------------------------------------------ | ----------------------------------------- | ------------------------------------------------------------------------ |
| 超人間要塞ヒロシ戦記 （2023年2月13日 - 3月16日） | おとなりに銀河 （2023年4月3日 - 5月25日） | 藤子・F・不二雄 SF短編ドラマ （Season1 前期） （2023年5月29日 - 6月8日） |

## テレビアニメ
2023年4月から6月までTOKYO MXほかにて放送された。

### スタッフ（テレビアニメ）
- 原作 - 雨隠ギド[10]
- 監督 - 木村隆一[10]
- シリーズ構成 - 市川十億衛門[10]
- キャラクターデザイン・総作画監督 - 大滝那佳[10]
- プロップデザイン - 宍戸久美子[10]
- 美術監督 - 平良亜梨沙[10]
- 色彩設計 - 大塚眞純[10]
- 撮影監督 - 鯨井亮[10]
- 編集 - 本田優規[10]
- 音響監督 - 田中亮[10]
- 音楽 - カッパエンターテインメント、若林タカツグ
- プロデューサー - 藤井貴大、米澤明、黒須信彦、河内山隆、小澤文啓
- アニメーションプロデューサー - 今尾圭吾
- アニメーション制作 - 旭プロダクション[10]
- 製作 - おとなりに銀河製作委員会

### 主題歌
「となりあわせ」
松本千夏によるオープニングテーマ。作詞・作曲は松本千夏、編曲は奈須野新平。
「Near Stella」
五色しおり（和久井優）によるエンディングテーマ。作詞は工藤寛顕、作曲・編曲はTO-me。

### 各話リスト
| 話数   | サブタイトル     | 脚本           | 絵コンテ        | 演出              | 作画監督 | 初放送日      |
| ------ | ---------------- | -------------- | --------------- | ----------------- | --- | ------------- |
| 第1話  | 姫と修羅場       | 市川十億衛門   | 木村隆一        | まつもとよしひさ  | 重國浩子 ふたふさ 宍戸久美子 はっとりますみ 松下清志 暁・火鳥動画制作集団                                                                        | 2023年 4月9日 |
| 第2話  | 姫とお買い物     | 市川十億衛門   | 上田繁          | 島田浩二          | 岩佐とも子 はっとりますみ 宍戸久美子 久保山陽子 坪田慎太郎 藤井文乃 加藤真人 王敏 趙小川 陳玲玲 蔣海華                                           | 4月16日       |
| 第3話  | 姫と爆発         | 森江美咲       | 戸々部佐代子    | 鈴木一郎          | 高乗陽子 桜井木ノ実 森あおい 佐藤惠美 藤井文乃 趙杰 李慶 張金浩 吳曉偉 趙瑉 STUDIO CL Big Owl                                                    | 4月23日       |
| 第4話  | 姫と空もよう     | ハシモトコーキ | 敷島博英        | まつもとよしひさ  | 泉坂つかさ はっとりますみ 宍戸久美子 ふたふさ 暁・火鳥動画制作集団                                                                               | 4月30日       |
| 第5話  | 姫と動物園       | 市川十億衛門   | 上原秀明        | 上原秀明          | 岩佐とも子 山﨑理璃花 佐藤惠美 島崎克実 暁・火鳥動画制作集団                                                                                     | 5月7日        |
| 第6話  | 姫とお手紙       | 森江美咲       | 室谷靖          | 森あおい          | 佐藤惠美 樋口香住 山﨑理璃花 宍戸久美子 暁・火鳥動画制作集団                                                                                     | 5月14日       |
| 第7話  | 姫と微熱         | ハシモトコーキ | 上田繁          | 上田繁            | 富山大輔 大野勉 ふたふさ 島崎克実 ほしのたね 加藤真人 高乗陽子 藤井文乃 森あおい 佐藤惠美 趙杰 李慶 張金浩 吳曉偉 趙瑉                           | 5月21日       |
| 第8話  | 姫とクリスマス   | 森江美咲       | 上原秀明 森邦宏 | 鈴木理人 森あおい | 富山大輔 松下純子 重松佐和子 宍戸久美子 はっとりますみ 松下清志 飯飼一幸 加藤真人 森あおい 佐藤惠美                                              | 5月28日       |
| 第9話  | 姫と温泉         | ハシモトコーキ | 森邦宏          | 森邦宏            | 岩佐とも子 服部憲知 坪田慎太郎 河原久美子 久保山陽子 松下清志 藤井文乃 日影工房                                                                  | 6月4日        |
| 第10話 | 姫と家族会議     | ハシモトコーキ | 上原秀明        | 上原秀明          | 高乗陽子 島崎克実 山﨑理璃花 大野勉 桜井木ノ実 藤井文乃 張金浩 趙瑉 徐學文 STUDIO CL                                                             | 6月11日       |
| 第11話 | 久我くんと刺抜き | 森江美咲       | 森あおい        | 森あおい          | 佐藤惠美 樋口香住 山﨑理璃花 森あおい 鈴木理人 暁・火鳥動画制作集団                                                                              | 6月18日       |
| 第12話 | 姫と花火         | 市川十億衛門   | 木村隆一        | まつもとよしひさ  | 松下純子 藤井文乃 島崎克実 富山大輔 ほしのたね 松下清志 宍戸久美子 樋口香住 飯飼一幸 大野勉 はっとりますみ 森あおい 佐藤惠美 加藤真人 久保山陽子 | 6月25日       |

### 放送局
| 放送期間                | 放送時間                     | 放送局       | 対象地域 | 備考                                 |
| ----------------------- | ---------------------------- | ------------ | -------- | ------------------------------------ |
| 2023年4月9日 - 6月25日  | 日曜 1:30 - 2:00（土曜深夜） | TOKYO MX     | 東京都   |                                      |
|                         |                              | BS11         | 日本全域 | BS放送 / 『ANIME+』枠                |
|                         | 日曜 22:00 - 22:30           | AT-X         | 日本全域 | CS放送 / 字幕放送 / リピート放送あり |
| 2023年4月11日 - 6月27日 | 火曜 2:25 - 2:55（月曜深夜） | 北海道テレビ | 北海道   |                                      |

| 配信開始日    | 配信時間                   | 配信サイト |
| ------------- | -------------------------- | --- |
| 2023年4月9日  | 日曜 0:00（土曜深夜） 更新 | dアニメストア U-NEXT アニメ放題 |
| 2023年4月14日 | 金曜 0:00（木曜深夜） 更新 | Lemino アニメタイムズ |
| 2023年4月15日 | 土曜 0:00（金曜深夜） 更新 | ABEMA Amazonプライム・ビデオ auスマートパスプレミアム DMM TV FOD HAPPY!動画 Hulu J:COMオンデマンドメガパック milplus TELASA YouTube カンテレドーガ クランクイン！ビデオ ニコニコ バンダイチャンネル ムービーフルプラス |
| 2023年4月20日 | 木曜 12:00 更新            | ふらっと動画（ネットカフェ） |
| 2023年7月1日  | 土曜 0:00（金曜深夜） 更新 | ビデオマーケット music.jp |

### BD
| 巻  | 発売日        | 収録話         | 規格品番     |
| --- | ------------- | -------------- | ------------ |
| BOX | 2023年7月26日 | 第1話 - 第12話 | KIXA-90966/7 |